# Costa del Este
Costa del Este is een plaats in het Argentijnse bestuurlijke gebied Partido de la Costa in de provincie Buenos Aires. De plaats telt 6.916 inwoners.